# Bettina (Vorname)
Bettina ist ein weiblicher Vorname.

## Herkunft und Bedeutung des Namens
Kurzform von Elisabeth (vermutlich aus dem Italienischen), hebräisch: „Gott ist mein Eid“, „Gott ist Vollkommenheit“.

## Verbreitung
Anfang des 20. Jahrhunderts war der Name Bettina in Deutschland ungebräuchlich. Ab Mitte der Vierziger stieg seine Popularität an. In den sechziger Jahren war der Name einige Male unter den zehn am häufigsten vergebenen weiblichen Vornamen des jeweiligen Jahres. Dann ging seine Beliebtheit mehr und mehr zurück. Seit Mitte der Neunziger werden kaum noch Kinder Bettina genannt.

## Namenstag
Der bekannteste Namenstag von Elisabeth/Bettina ist der 19. November.
Da es mehrere heilige Elisabeths gab, sind auch folgende Namenstage gebräuchlich: 20. Januar, 22. Januar, 5. Februar, 28. Februar, 3. April, 19. Juni, 4. Juli, 25. November.

## Varianten
Bethina, Bettine, Betti, Betty, Betzi, Betsy, Beth, Bez, Bezn, Betina, Bette, Bezl, Beddy, Beddo, Tina, Bettos usw.
Männliche Version: Bettino

## Bekannte Namensträgerinnen

### Bettina
- Bettina von Arnim (1785–1859), deutsche Schriftstellerin
- Bettina Bernadotte (* 1974), deutsch-schwedische Betriebswirtin für Tourismuswirtschaft
- Bettina Billerbeck (* 1972), deutsche Chefredakteurin
- Bettina Böttinger (* 1956), deutsche Journalistin und Moderatorin
- Bettina Bougie (* 1939), deutsche Schauspielerin
- Bettina Brandauer (* 1980), österreichische Politikerin (SPÖ)
- Bettina Braun (* 1969), deutsche Politikerin (Bündnis 90/Die Grünen)
- Bettina Braun (* 1969), deutsche Dokumentarfilmerin, Autorin und Regisseurin
- Bettina Bunge (* 1963), deutsche Tennisspielerin
- Bettina Burchard (* 1986), deutsche Schauspielerin
- Bettina Campbell (* 1974), niederländische Pornodarstellerin
- Bettina Cramer (* 1969), deutsche Fernsehmoderatorin, Filmproduzentin, Autorin und Fotografin
- Bettina Dorfmann (* ca. 1961), deutsche Puppensammlerin
- Bettina Encke von Arnim (1895–1971), deutsche Malerin
- Bettina Flitner (* 1961), deutsche Fotografin
- Bettina Gaus (1956–2021), deutsche Journalistin
- Bettina Glatz-Kremsner (* 1962), österreichische Politikerin (ÖVP)
- Bettina Göschl (* 1967), deutsche Kinderliedermacherin und Kinderbuchautorin
- Bettina Gruber (* 1947), deutsche Foto- und Videokünstlerin
- Bettina Hagedorn (* 1955), deutsche Politikerin (SPD)
- Bettina Hannover (* 1959), deutsche Psychologin und Professorin für Schul- und Unterrichtsforschung
- Bettina Hauenschild (* 1964), deutsche Schauspielerin und Heilpraktikerin
- Bettina Heinen-Ayech (1937–2020), deutsche Malerin und Publizistin
- Bettina Hering (* 1960), Schweizer Dramaturgin, Regisseurin und Intendantin
- Bettina Hitzer (* 1971), deutsche Neuzeithistorikerin und Hochschullehrerin
- Bettina Hoppe (* 1974), deutsche Schauspielerin
- Bettina Hoy (* 1962), deutsche Reiterin
- Bettina Hürlimann-Kaup (* 1967), Schweizer Juristin und Hochschullehrerin
- Bettina Jürgensen (* 1954), deutsche Politikerin (DKP)
- Bettina Kenter (* 1951), deutsche Schauspielerin, Autorin, Synchronsprecherin und Regisseurin
- Bettina Köster (* 1959), deutsche Musikerin, Komponistin, Textdichterin, Musikproduzentin und Autorin
- Bettina Kudla (* 1962), deutsche Politikerin (CDU)
- Bettina Kupfer (* 1963), deutsche Schauspielerin
- Bettina Lamprecht (* 1977), deutsche Schauspielerin
- Bettina Leidl (* 1962), österreichische Kulturmanagerin und Museumsleiterin
- Bettina Limperg (* 1960), deutsche Juristin und Präsidentin des Bundesgerichtshofs
- Bettina Martin (* 1966), deutsche Politikerin (SPD)
- Bettina Masuch (* 1964), deutsche Dramaturgin und Theaterleiterin
- Bettina Mittendorfer (* 1970), deutsche Schauspielerin
- Bettina Moissi (1923–2023), deutsche Schauspielerin
- Bettina Mönch (* 1981), deutsche Musicalsängerin
- Bettina Oberli (* 1972), Schweizer Filmregisseurin
- Bettina Oppermann (* 1960), deutsche Landschaftsarchitektin und Hochschullehrerin
- Bettina Petzold-Mähr (* 1982), liechtensteinische Politikerin (FBP)
- Bettina Redlich (* 1963), österreichische Schauspielerin und Synchronsprecherin
- Bettina Reichenbacher (* 1962), deutsche Paläontologin, Hochschullehrerin
- Bettina Reitz (* 1962), deutsche Medienmanagerin, Filmproduzentin und Fernsehredakteurin
- Bettina Rheims (* 1952), französische Fotografin
- Bettina Röhl (* 1962), deutsche Journalistin
- Bettina Rühl (* 1965), deutsche Journalistin, Afrika-Korrespondentin
- Bettina Rust (* 1967), deutsche Journalistin und Moderatorin
- Bettina Schausten (* 1965), deutsche Journalistin und Moderatorin
- Bettina Schleicher (* 1959), deutsche Rechtsanwältin
- Bettina Schmidt-Czaia (* 1960), deutsche Historikerin und Archivarin
- Bettina Schoeller (* 1969), deutsche Regisseurin, Produzentin, Autorin, Journalistin und Kuratorin
- Bettina Schön (1926–2021), deutsche Synchronsprecherin und Schauspielerin
- Bettina Speckmann (* 1972), deutsche Informatikerin und Hochschullehrerin
- Bettina Spier (1960–2008), deutsche Schauspielerin und Synchronsprecherin
- Bettina Spilker (* 1978), deutsche Rechtswissenschaftlerin und Universitätsprofessorin
- Bettina Stucky (* 1969), Schweizer Schauspielerin
- Bettina Tietjen (* 1960), deutsche Fernsehmoderatorin
- Bettina Tucci Bartsiotas (* 1979), uruguayisch-amerikanische UN-Beamtin, Direktorin des UNICRI
- Bettina Wegner (* 1947), deutsche Liedermacherin
- Bettina Weiß (* 1966), deutsche Schauspielerin und Synchronsprecherin
- Bettina Wiegmann (* 1971), deutsche Fußballspielerin
- Bettina Wulff (* 1973), deutsche PR-Beraterin, Ehefrau von Christian Wulff
- Bettina Zimmermann (* 1975), deutsche Schauspielerin
- Bettina Zopf (* 1974), österreichische Politikerin

### Betina
- Betina Faist (* 1950), deutsche Altorientalistin
- Betina Gotzen-Beek (* 1965), deutsche Illustratorin
- Betina Hollstein, deutsche Soziologin
- Betina Ignacio, brasilianisch-deutsche Sängerin, siehe Bê
- Betina Kern (* 1947), deutsche Diplomatin
- Betina Mantey-Berg (* 1977), dänische Judoka
- Betina Riegelhuth (* 1987), norwegische Handballspielerin
- Betina Ustrowski (* 1976), deutsche Schwimmerin
- Betina Vogelsang (* 1963), deutsche Filmeditorin